# Клаус-Дітер Кірхштайн
Клаус-Дітер Кірхштайн (нім. Klaus-Dieter Kirchstein; 14 серпня 1960) — німецький боксер, призер чемпіонатів світу та Європи серед аматорів.

## Аматорська кар'єра
На чемпіонаті світу 1982 завоював бронзову медаль.
- В 1/16 фіналу переміг Рафаеля Карденаса (Куба) — 4-1
- В 1/8 фіналу переміг Робінсона Піталуа (Колумбія) — KO 2
- У чвертьфіналі переміг Бурхана Коч (Туреччина) — 5-0
- У півфіналі програв Віктору Мірошниченко (СРСР) — 0-5

На чемпіонаті Європи 1983 завоював бронзову медаль.
- В 1/8 фіналу переміг Славоміра Запарта (Польща) — 4-1
- У чвертьфіналі переміг Мауріціо Стекка (Італія) — 3-2
- У півфіналі програв Самі Бузолі (Югославія) — 2-3

Через бойкот Олімпійських ігор 1984 представниками з соціалістичних країн пропустив Олімпіаду і, програвши у другому бою Рамону Ледон (Куба), завоював бронзову медаль на альтернативних змаганнях Дружба-84.
На чемпіонаті Європи 1985 програв у другому бою майбутньому чемпіону Любіша Сімич (Югославія).